# Шатри
Шатри́ (до 1948 року — Бозгана, крим. Bozğana) — село Перекопського району Автономної Республіки Крим.
Розташоване на півдні району.
Відстань від райцентру до населеного пункта становить 25 кілометрів по прямій.

## Населення
Згідно з переписом УРСР 1989 року чисельність наявного населення села становила 60 осіб, з яких 26 чоловіків та 34 жінки.
За переписом населення України 2001 року в селі мешкало 248 осіб.

### Мова
Розподіл населення за рідною мовою за даними перепису 2001 року:
| Мова              | Відсоток |
| ----------------- | -------- |
| українська        | 34,26 %  |
| російська         | 32,67 %  |
| кримськотатарська | 31,87 %  |
| білоруська        | 0,40 %   |
| інші              | 0,80 %   |